# Nepenthes mirabilis
Nepenthes mirabilis este o specie de plante carnivore din genul Nepenthes, familia Nepenthaceae, ordinul Caryophyllales. A fost descrisă pentru prima dată de João de Loureiro, și a primit numele actual de la George Claridge Druce. A fost clasificată de IUCN ca specie cu risc scăzut. Conform Catalogue of Life specia Nepenthes mirabilis nu are subspecii cunoscute.

## Galerie de imagini

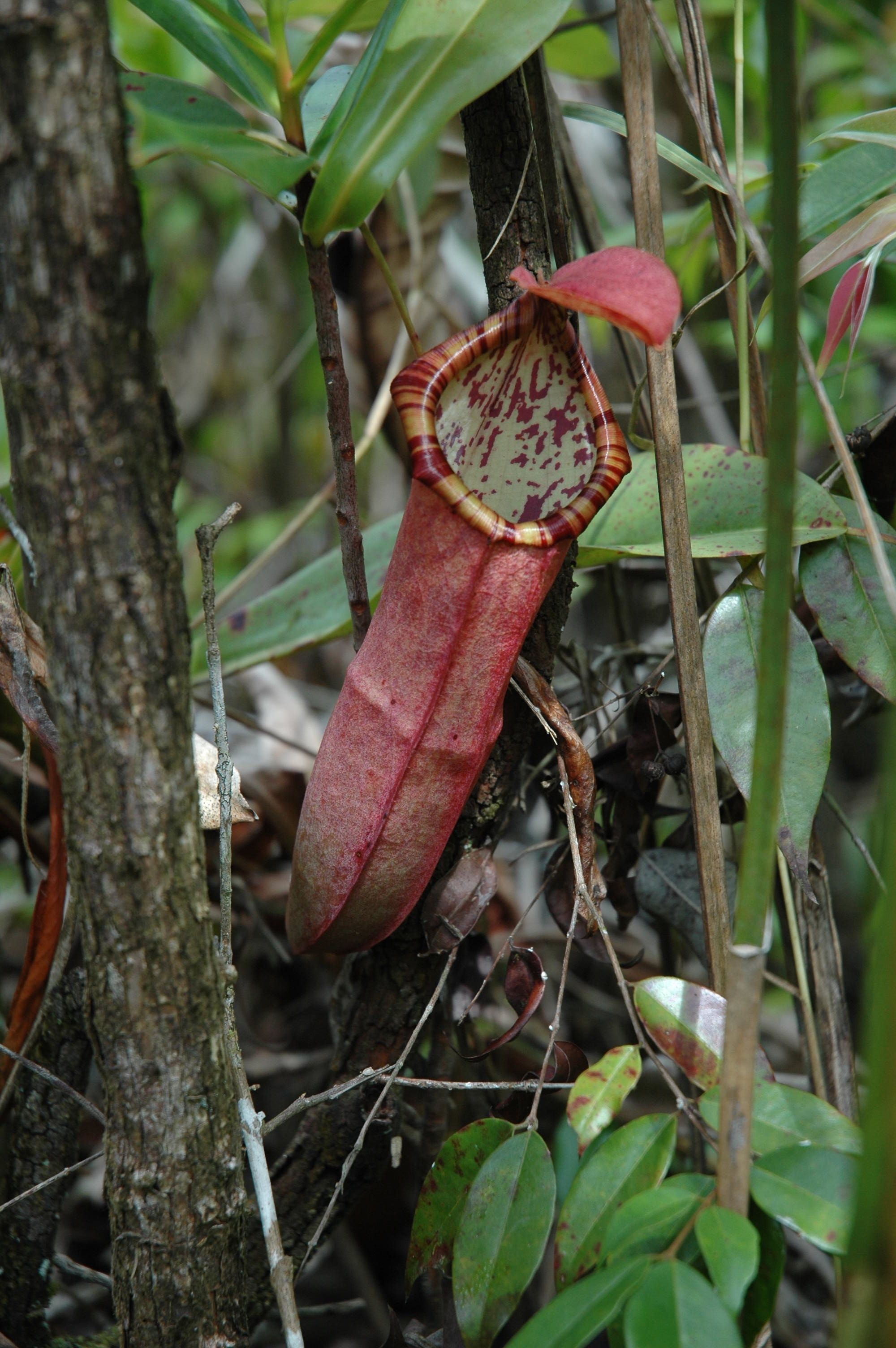
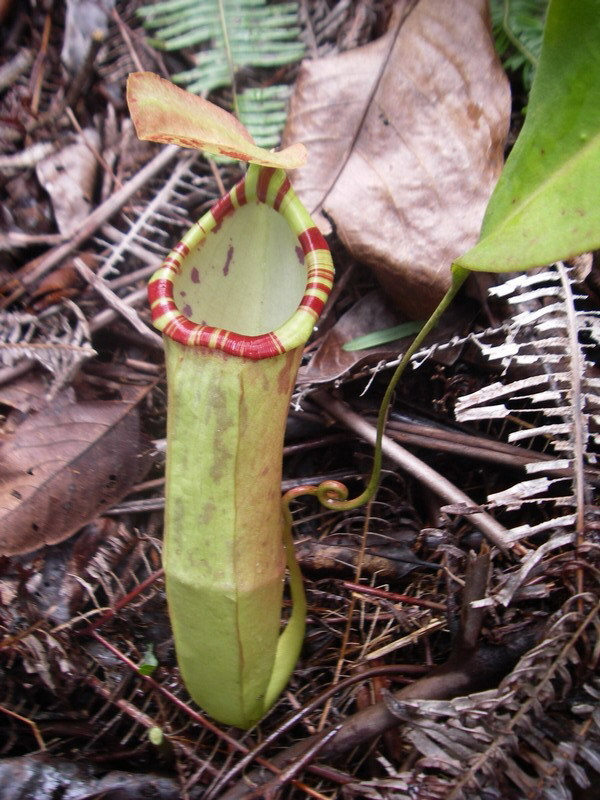
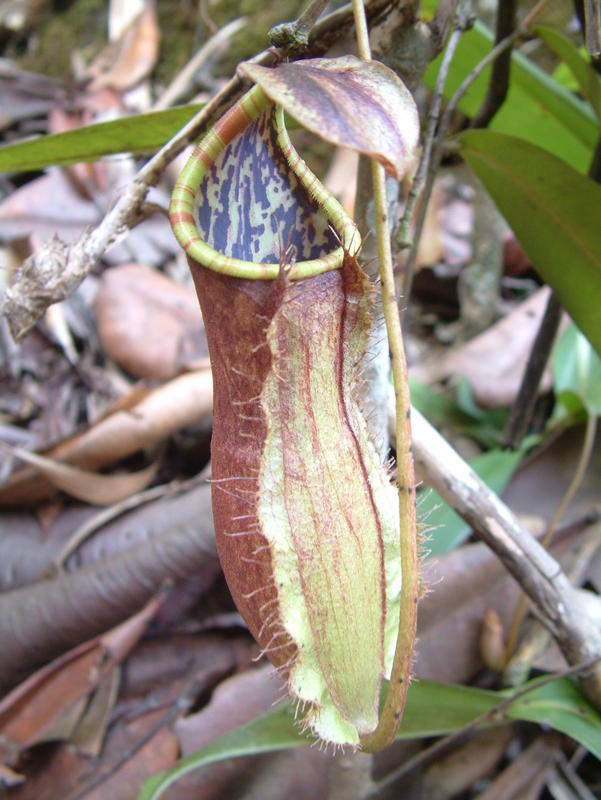
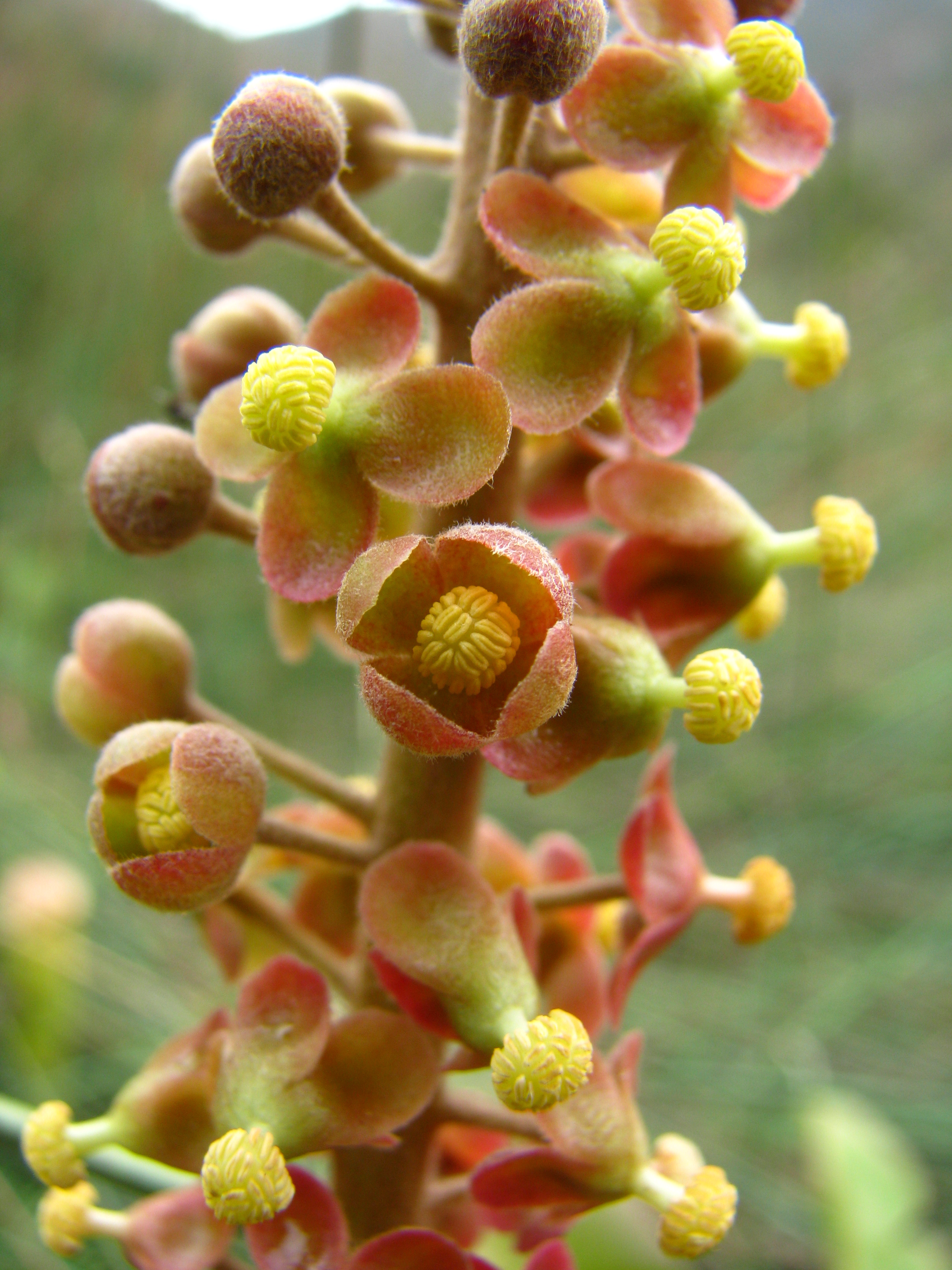
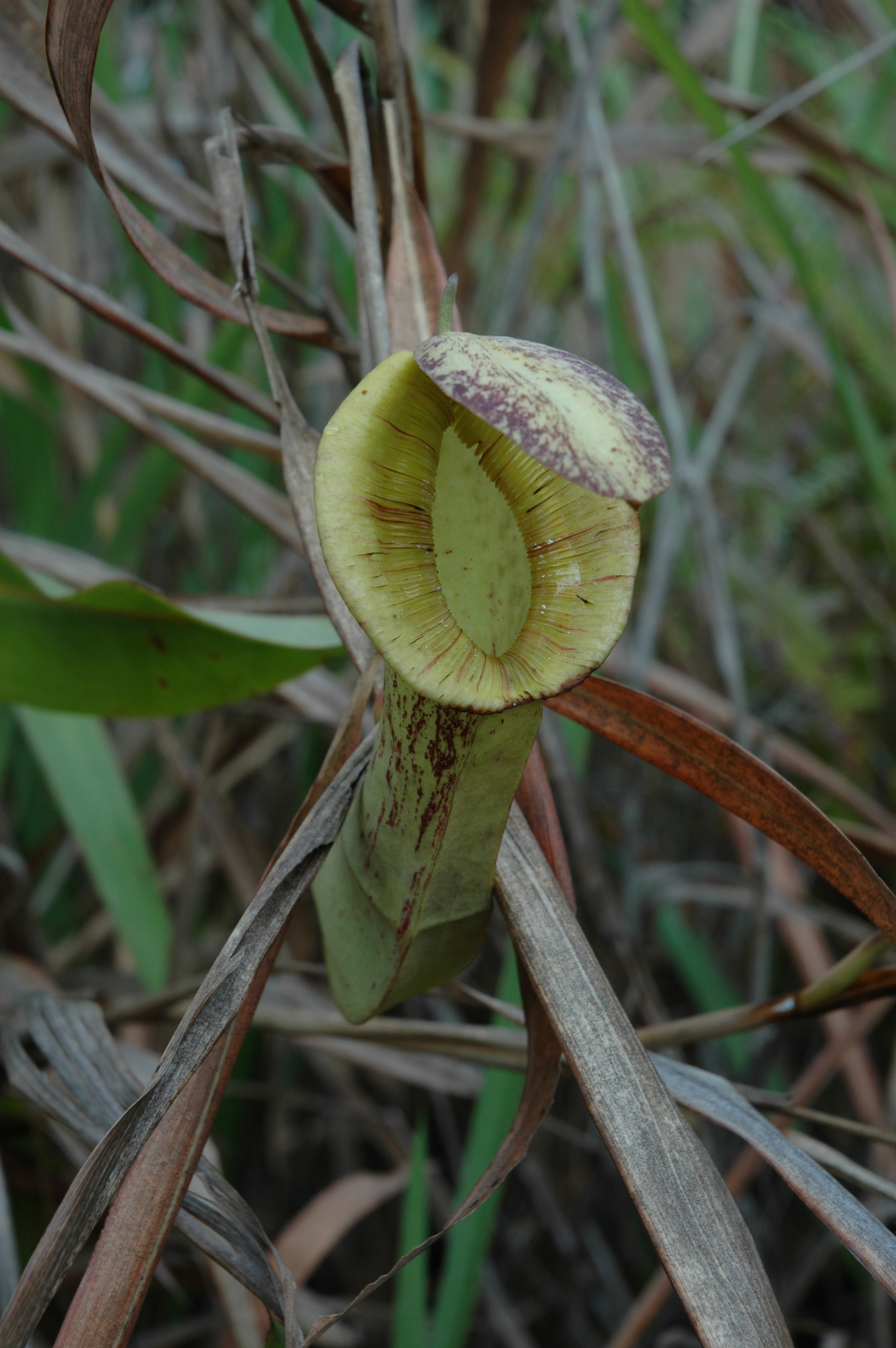
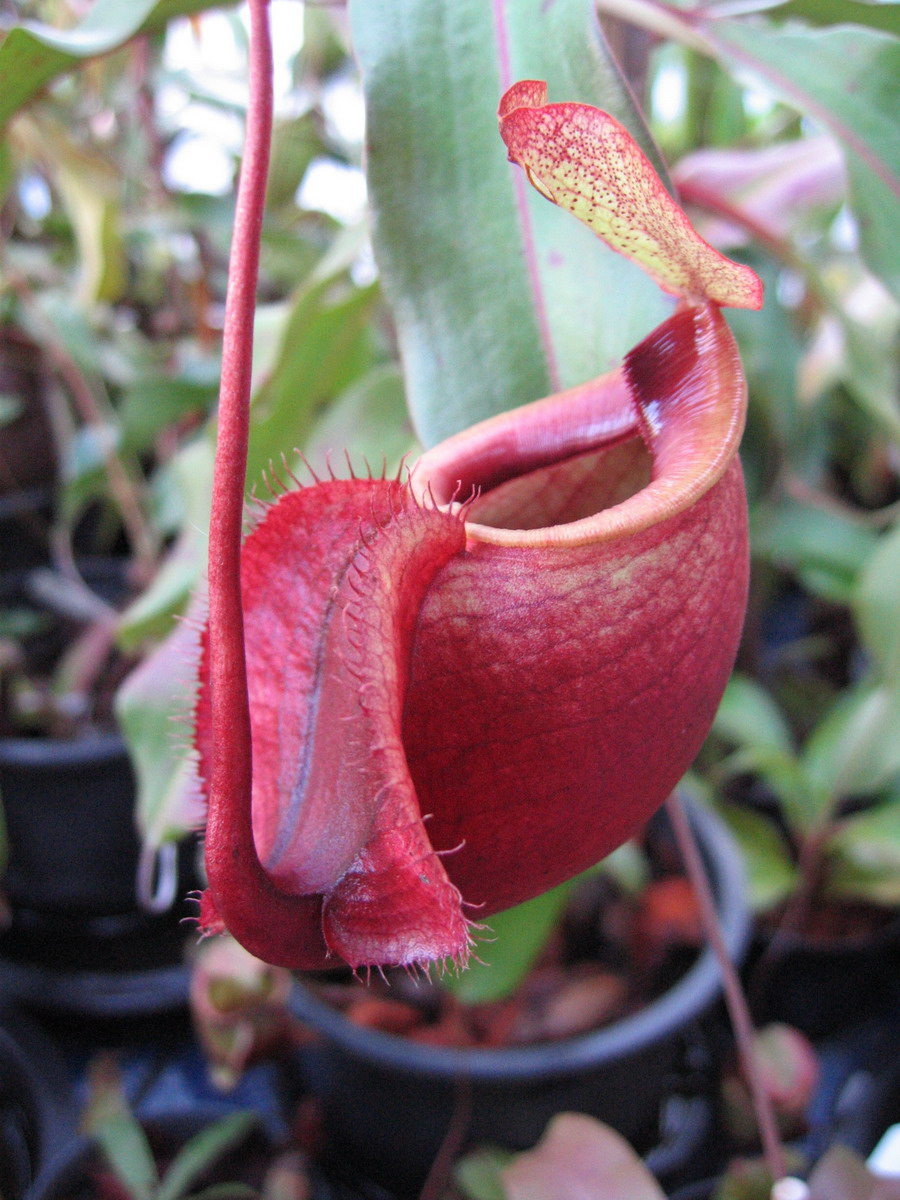